# Mar-Vell
Mar-Vell, más néven Csodakapitány egy kitalált szereplő, szuperhős a Marvel Comics képregényeiben. A szereplőt Stan Lee és Gene Colan alkotta meg. Első megjelenése a Marvel Super-Heroes 12. számában volt, 1967 decemberében.
Mar-Vell a földönkívüli kree nevű faj egyik nemzetőrségének kapitánya, akit azért küldtek a Földre, hogy kémkedjen és megfigyelje a földiek fejlődését az űrutazás terén. Idővel azonban megkedvelte a földi életet és amikor rájött,  hogy a Kree Birodalom el akarja pusztítani a földet, fellázadt, és Csodakapitány néven szuperhős lett. Azért lett a neve Csoda Kapitány, mert neve, Mar-Vell, hasonlít a földi marvel (csoda) szóra, a kapitány pedig a kree hadseregben betöltött rangja miatt van 
Mar-Vell Kapitány 1982-ben, a Marvel Graphic Novel első számában egy epikus, mára klasszikussá vált történetben halt meg. A kiadó 2007 januárjában, a Marvel szuperhőseit megosztó Polgárháború című történet részeként megjelent egyrészes Civil War: The Return című képregényben visszahozta őt az életbe. Halála után az addig csak Ms. Marvelként tevékenykedő Carol Danvers lett Marvel Kapitány, és Khamala Khan lesz az új Ms. Marvel. 